# Rila

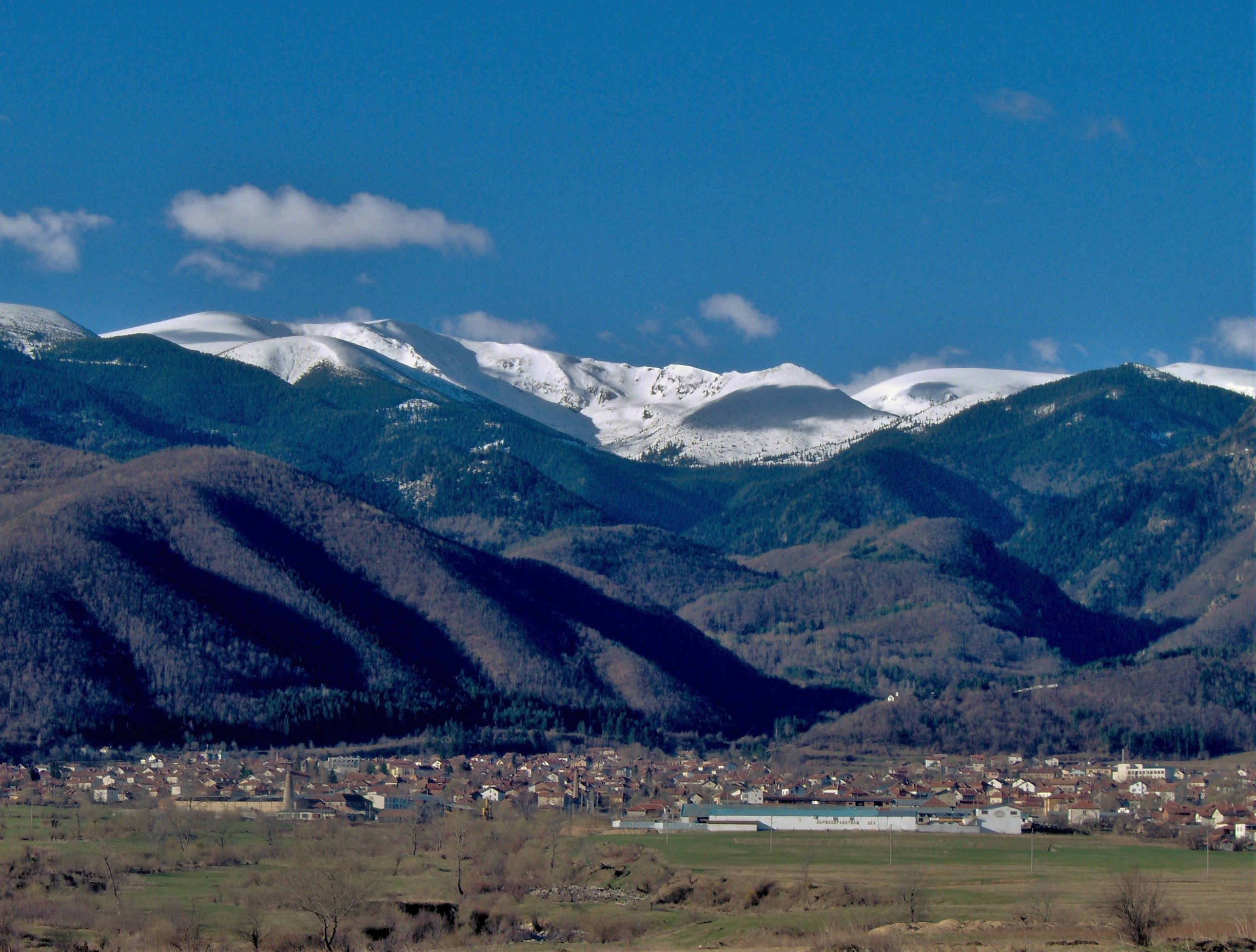
Vista de Rila a Kostenec

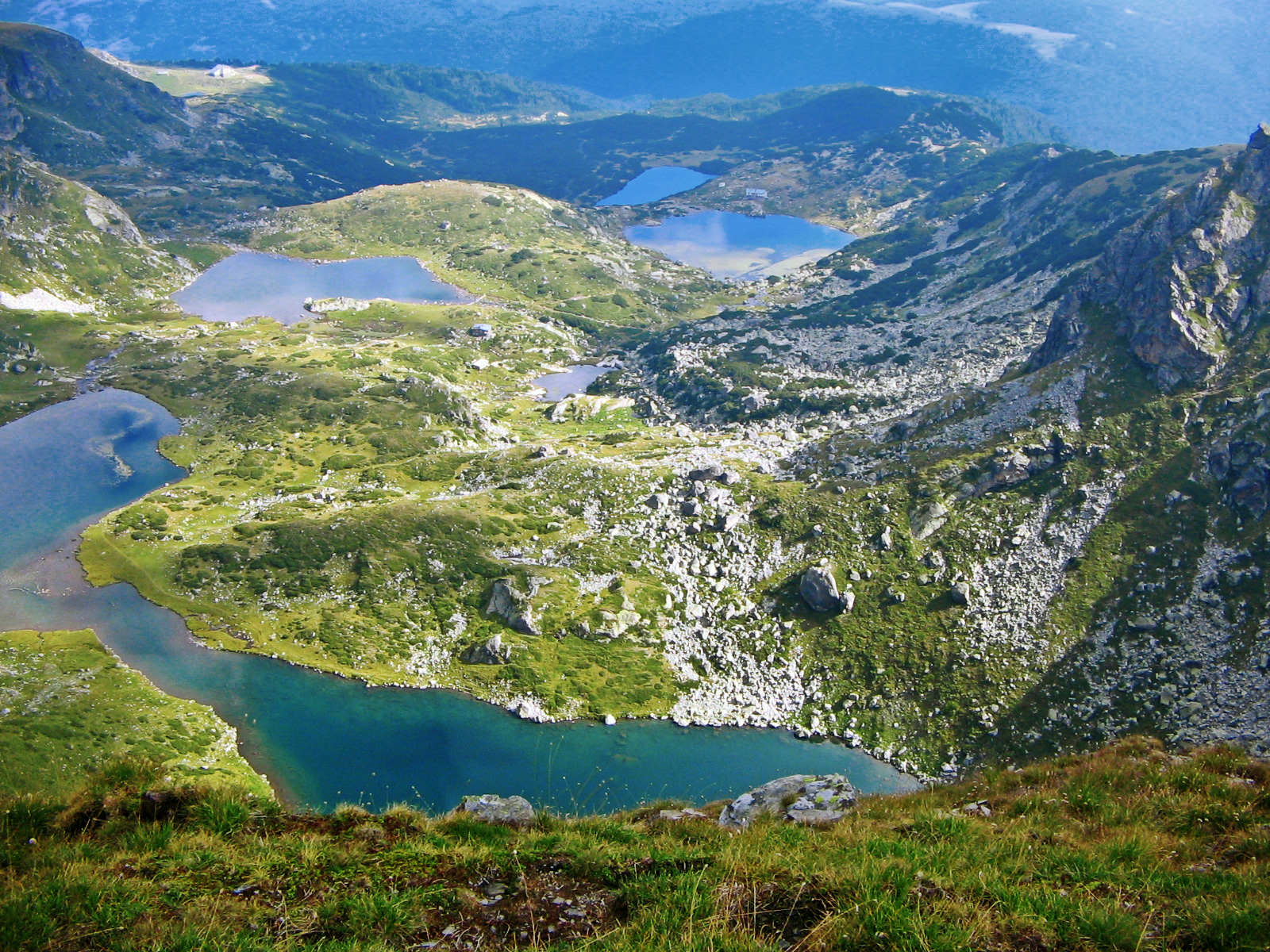
Els Set Llacs de Rila

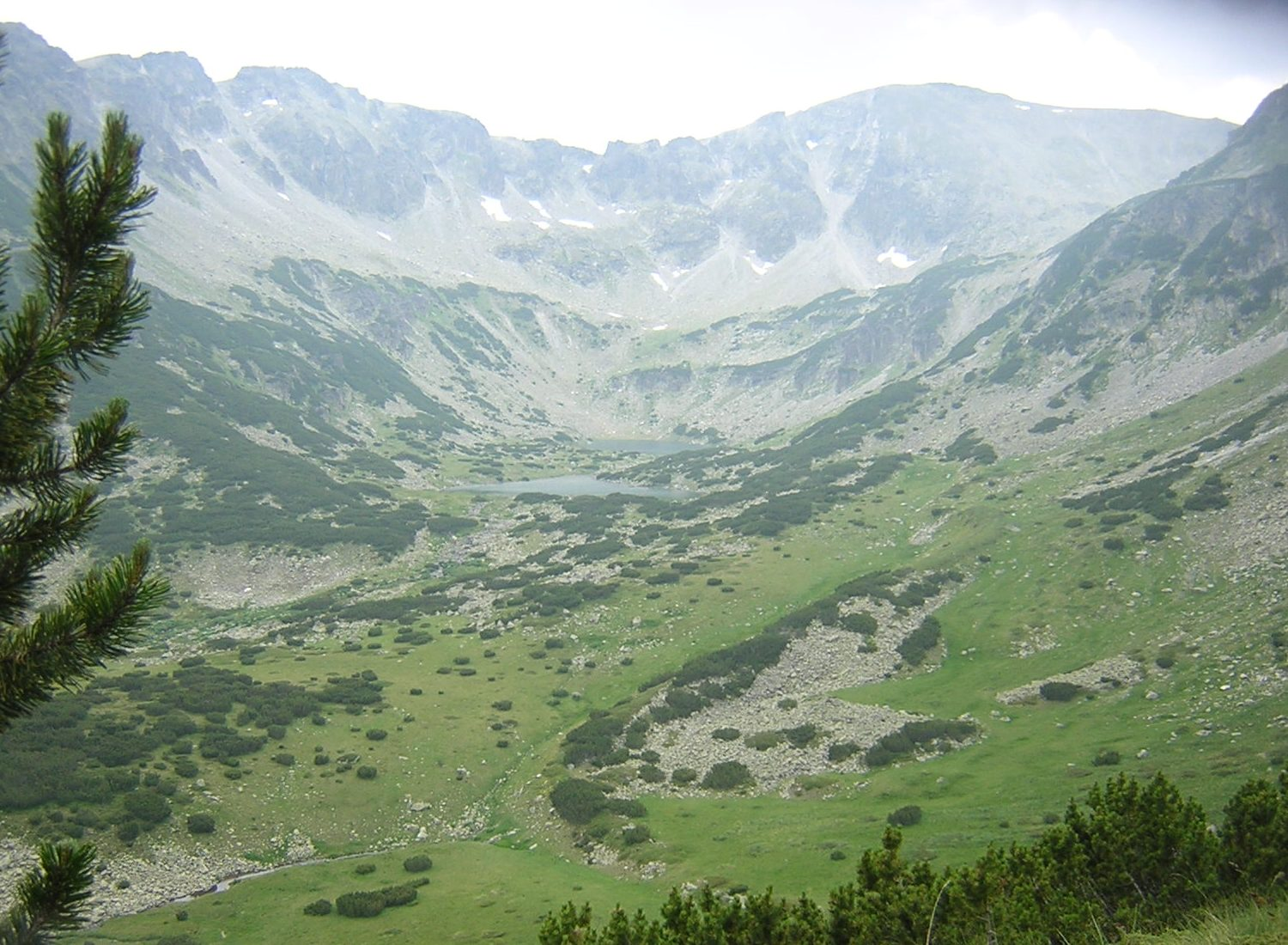
Fonts del Marica

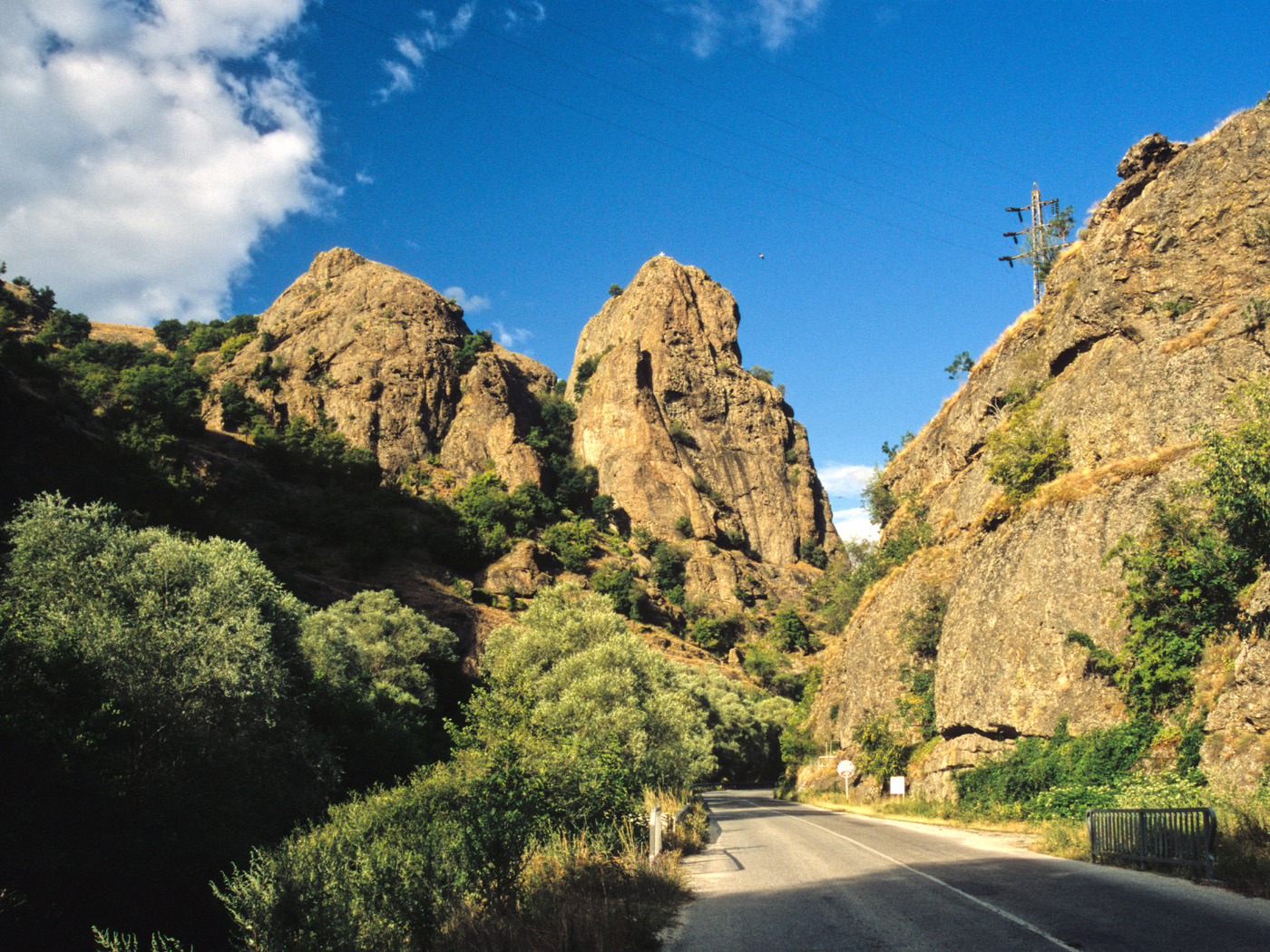
Ruta que porta al monestir de Rila

Rila (en búlgar: Рила) és un massís muntanyenc del sud de Bulgària que constitueix una part del conjunt Rila-Rhodopes. El cim culminant és el Mussala (Мусала) de 2.925 m d'altitud, que també és el punt culminant de la península balcànica. Hi neixen els rius Iskăr (Искър), Maritsa (Марица) i Mesta (Места).
El nom de Rila és probablement d'origen traci. Els primers noms coneguts d'aquest massís és Donuca en llatí i Dunax en grec, i Dinace en una inscripció de Tràcia.

## Geografia i geologia
L'altitud mitjana del Rila és de 1.487 m i té una superfície total de 2.629 km². La major part dels seus cims elevats (entre 2.500 i 2.700 m) presenten un aspecte alpí.
El Rila està sobretot format per granit i gneis. La seva formació s'inicià al Paleozoic, les formes actuals són el resultat de les glaciacions del Plistocè. Hi ha uns 190 llacs glacials.

### Característiques morfològiques
El Rila és un bloc elevat envoltat de falles (horst), en forma de cúpula, inclòs dins el massís de Macedònia i de Tràcia. El límit de la neu perpètua se situa a 2.100 m.

### Límits i subdivisions
La immensa cúpula del Rila s'eleva per sobre de les valls que l'envolten. El coll de Borovec ({1305 m) comunica el cim Mussala i les muntanyes de Šipočan (рид Шипочан, de Šipočane, poble a l'est de Samokov) i de Šumnatica (рид Шумнатица), que són part del massís de la Sredna gora dins la part dita « d'Ihtiman » (Ihtimanska Sredna gora, Ихтиманска Средна гора). El coll de Jundola (Юндола, 1375m, rep el nom d'un poble a l'oest de Velingrad) i el coll d'Avramovo (Avramova sedlovina, Аврамова седловина, 1295 m, al sud-oest de Jundola) comunica el Rila i els Rhodopes, mentre que el coll de Predel 1140 m} comunica Pirin i el coll de Klisura (Klisurska sedlovina, Клисурска седловина, 1025 m, amb Verila.
El Rila es divideix en quatre parts:
- Rila oriental: la part oriental del massís també dita de Musala (Musalenski djal, Мусаленски дял) és la més elevada. S'hi troba l'estació d'esquí de Borovec.
- Rila central: també dit «massís de Skakavec» té llacs glacials i el monestir de Rila).
- Rila del nord-oest: ocupa un 25% del territori del massís. S'hi troben els Set llacs de Rila.
- Rila del sud-oest: ocupa un 30% de la superfície total del massís, amb excepció de la seva part més al nord no presenta l'aspecte alpí de la resta del massís.

### Clima
El Rila presenta un clima muntanyós típic. Al Musala la precipitació mitjana és de 2.000 litres, dels quals un 80% en forma de neu. Les temperatures mínimes arriben -31,2 °C i la temperatura mitjana de febrer és de -11,6 °C. La temperatura màxima absoluta és de 18,7 °C. No és rar que hi hagi glaçades fins finals de juny. L'estació de creixement vegetal dura de 3 a 6 mesos.

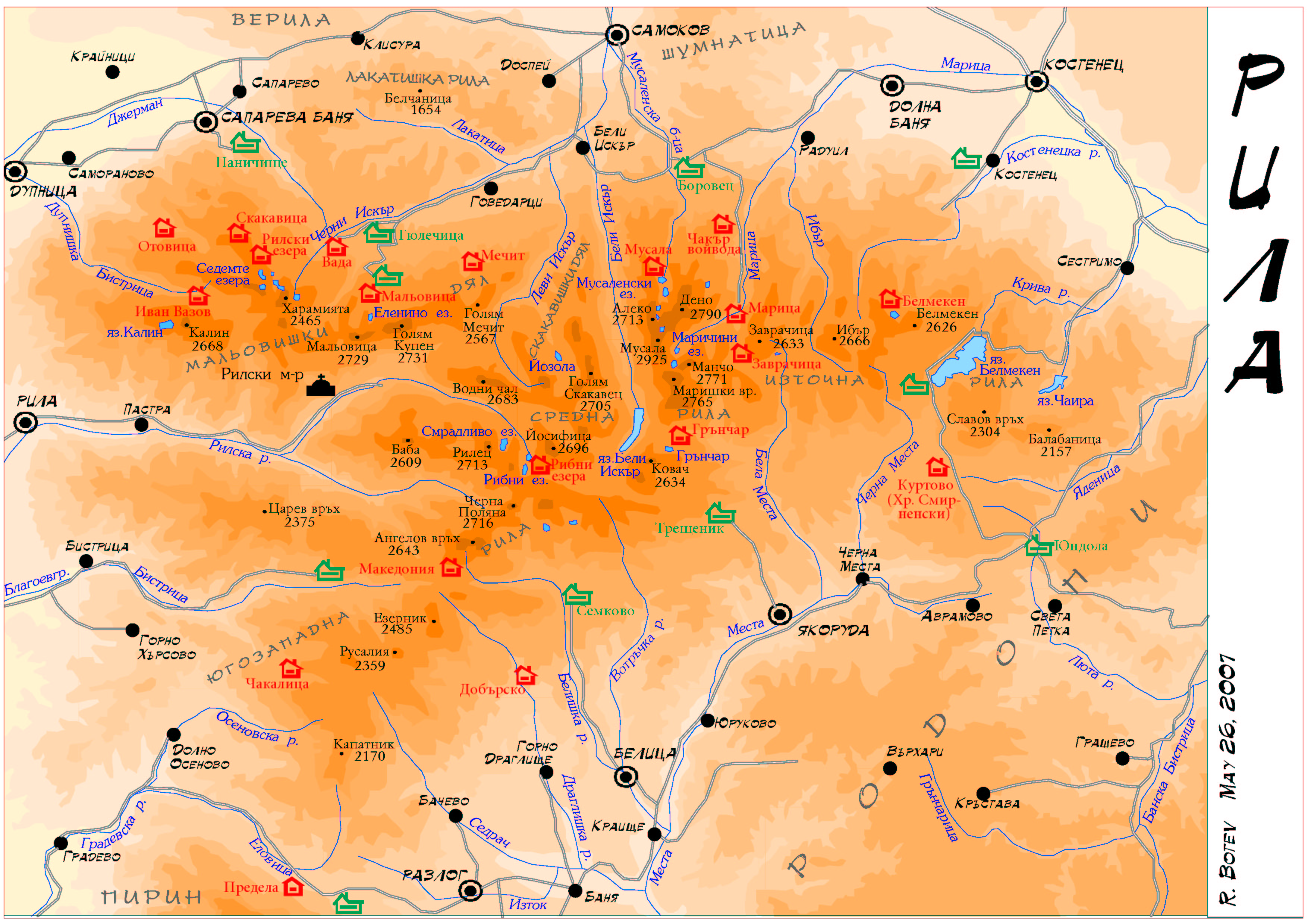
Mapa de Rila (en búlgar)

### Cims del Rila

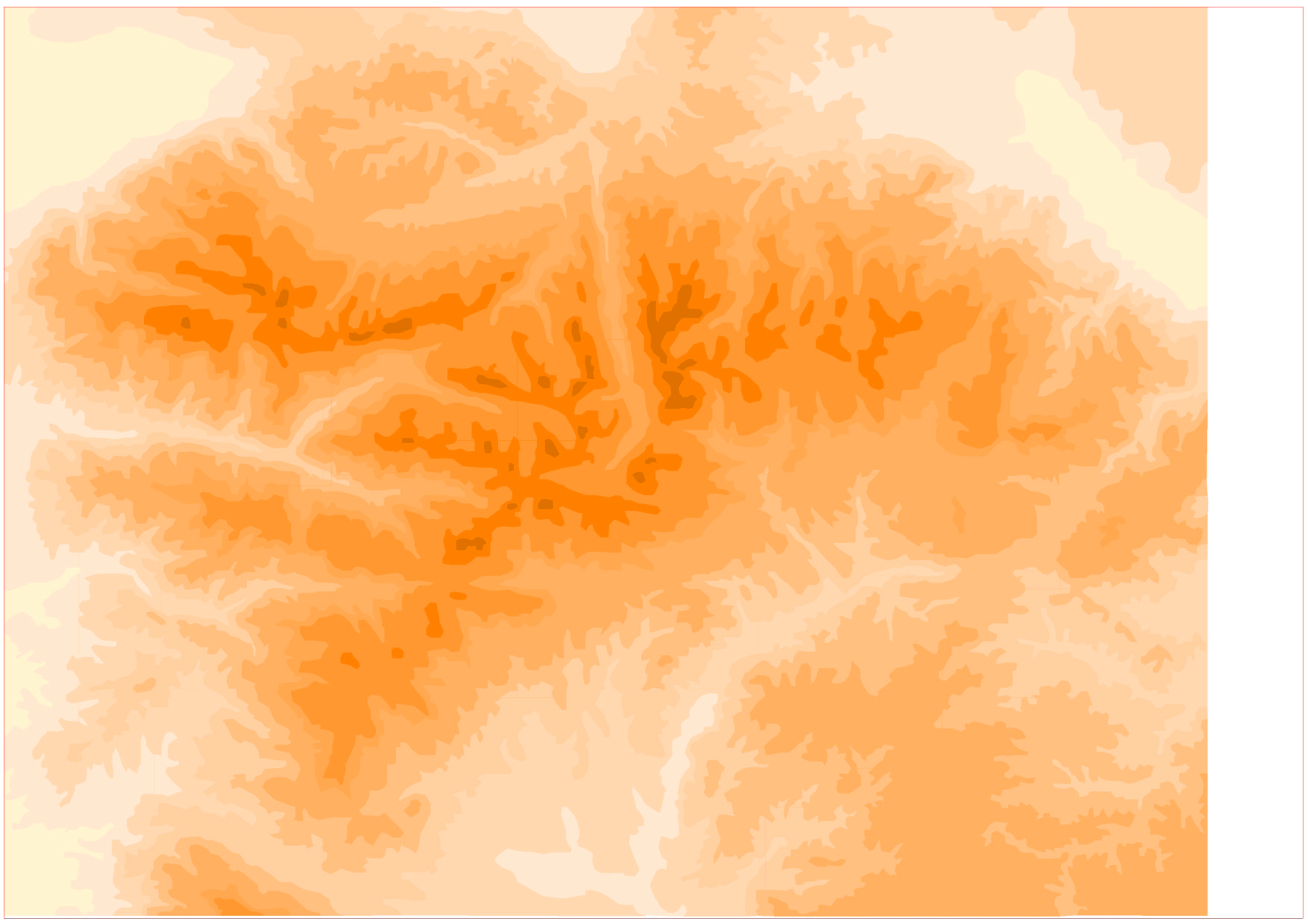
Relleu del Rila

| Cim                                                                                 | Altitud (m) |
| ----------------------------------------------------------------------------------- | ----------- |
| Musala/Мусала                                                                       | 2925        |
| Malka Musala/Малка Мусала (Petit Musala)                                            | 2902        |
| Ireček/Иречек                                                                       | 2852        |
| Bezimenen/Безименен (sense nom)                                                     | 2790        |
| Aleko/Алеко                                                                         | 2713        |
| Deno/Дено                                                                           | 2790        |
| Studenija čal/Студения чал « Pic fred »                                             | 2785        |
| Dodov vrǎh/Додов връх                                                               | 2661        |
| Goljam Kalin/Голям Калин                                                            | 2668        |
| Malǎk Kalin/Малък Калин                                                             | 2664        |
| Goljam Polič/Голям Полич                                                            | 2615        |
| Ovčarec/Овчарец                                                                     | 2768        |
| Goljam Kupen/Голям Купен                                                            | 2731        |
| Maljovica/Мальовица                                                                 | 2729        |
| Popova kapa/Попова капа                                                             | 2704        |
| Malka Maljovica/Малка Мальовица                                                     | 2698        |
| Lopuški vrǎh/Лопушки връх                                                           | 2698        |
| Lovnica/Ловница                                                                     | 2695        |
| Kanarata/Канарата                                                                   | 2691        |
| Orlovec/Орловец (« niu d'àguila »)                                                  | 2685        |
| Pǎstri slap/Пъстри слап (Aladža slap/Аладжа слап)                                   | 2684        |
| Zlija zǎb/Злия зъб (« dent dolenta »)                                               | 2678        |
| Vazov vrǎh/Вазов връх (Damga/Дамга)] (rebatejat en honor de l'escriptor Ivan Vazov) | 2669        |
| Eleni vrǎh/Елени връх                                                               | 2654        |
| Angelov vrǎh/Ангелов връх                                                           | 2643        |
| Ravni vrǎh/Равни връх (Равни чал)                                                   | 2637        |
| Belmeken/Белмекен (Kolarov/Коларов)                                                 | 2627        |
| Kamilata/Камилата                                                                   | 2621        |
| Goljam Meči vrǎh/Голям Мечи връх                                                    | 2618        |
| Dvuglav/Двуглав (« cim de dos caps »)                                               | 2605        |
| Goljam Mermer/Голям Мермер (Мраморец)                                               | 2598        |
| Dodov (Drušleviški) vrǎh/Додов (Друшлевишки) връх                                   | 2597        |
| Kozi vrǎh/Кози връх                                                                 | 2587        |
| Iglata/Иглата (« l'agulla »)                                                        | 2575        |
| Goljam Mečit/Голям Мечит                                                            | 2568        |
| Ušite/Ушите (« les orelles »)                                                       | 2560        |
| Ptiči vrǎh/Птичи връх (Ašiklar/Ашиклар) (« cim dels ocells »)                       | 2536        |
| Malǎk Mečit/Малък Мечит                                                             | 2535        |
| Jančov vrǎh/Янчов връх                                                              | 2481        |
| Malǎk Meči vrǎh/Малък Мечи връх                                                     | 2474        |
| Stražnik/Стражник (Kurdžilǎk/Курджилък)                                             | 2469        |
| Budadžki kamǎk/Будачки камък                                                        | 2447        |
| Kukov vrǎh/Куков връх                                                               | 2411        |
| Carev vrǎh/Царев връх                                                               | 2376        |
| Markov kamǎk/Марков камък (Gorna Kadiica, Горна Кадиица)                            | 2342        |
| Malka Popova kapa/Малка Попова капа                                                 | 2180        |
| Treštenik/Трещеник                                                                  | 2020        |
| Malǎk Lopuški vrǎh/Малък Лопушки връх                                               | ?           |
| Malǎk Mermer/Малък Мермер                                                           | ?           |

## Població
Les ciutats de Belica, Belovo, Blagòevgrad, Velingrad, Dolna banja, Dupnica, Kostenec, Kočerinovo, Razlog, Rila, Samokov, Sapareva banja, Jakoruda, i les poblacions de Barakovo, Stob, Porominovo i d'altres es troben al peu del massís.

## Turisme

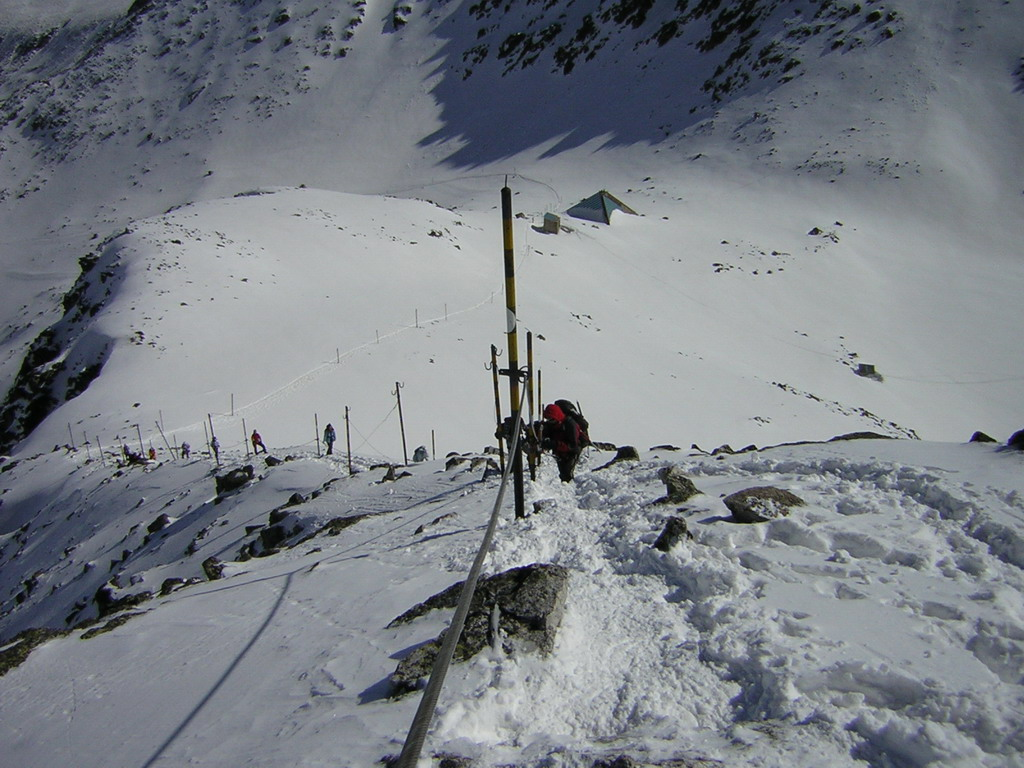
Musala

El turisme s'inicià a Rila a la dècada de 1920. Hi ha moltes possibilitat de fer escalada La major part del massís forma un Parc Nacional. Hi passa el sender de gran recorregut europeu E4 que va d'Espanya a Xipre i el E8 que va d'Irlanda a Turquia.